# Infedeli per sempre
Infedeli per sempre è un film statunitense del 1996 diretto da Paul Mazursky, con Cher e  Chazz Palminteri.

## Trama
Una moglie, trascurata dal marito, depressa e vittima di alcool e psicofarmaci, viene aggredita nella sua grande casa da uno sconosciuto (Tony) che la immobilizza. L'uomo la informa di essere stato ingaggiato dal suo consorte, al fine di ucciderla, dopo un segnale telefonico convenuto. Ma i due inaspettatamente iniziano a fare amicizia fino ad innamorarsi. La situazione si complica quando il marito torna a casa.

## Produzione
L'ultimo film di Paul Mazursky, tratto da una sceneggiatura di Palminteri, è stato presentato al 46 ° Festival internazionale del cinema di Berlino. Il film fu un insuccesso di pubblico, incassando $9,789,900 a fronte dei $13,000,000 spesi per la produzione.